# Jesus Luz
Jesus Pinto da Luz (ur. 15 stycznia 1987 w Rio de Janeiro) – brazylijski aktor telewizyjny, DJ i model.

## Życiorys

### Wczesne lata
Urodził się w Rio de Janeiro w stanie Rio de Janeiro jako syn fryzjerki Cristiane Reginy da Silvy i funkcjonariusza publicznego Luiza Heitora Pinto da Luza. Jego imię zostało nadane przez jego ojca, który zawsze podziwiał Jezusa Chrystusa jako najbardziej filozoficzny umysł wszech czasów. Jego nazwisko Luz w Portugalii oznacza „światło”. Gdy miał pięć lat - jego rodzice rozwiedli się, co miało wpływ na częste zmiany miejsca zamieszkania. Miał dwóch młodszych przyrodnich braci. Kiedy był nastolatkiem pracował dorywczo jako sprzedawca w sklepie ze sprzętem do surfingu w Ipanemie. Jego wujek grywał w zespole rockowym w Rio de Janeiro. Uczęszczał do Colégio Pedro II, a następnie kontynuował naukę w Casa das Artes de Laranjeiras (CAL).

### Kariera
Pojawił się w niewielkiej roli w serialu Grzesznice (As Pegadoras), który był transmitowany w telewizji Rede Globo. W 2007 podjął pracę jako model. Uczestniczył w pokazie mody Fashion Rio 2007 w swoim rodzinnym mieście, Rio de Janeiro. W 2008 roku podpisał kontrakt z Ford Models.
W grudniu 2008 brał udział w sesji zdjęciowej dla magazynu „Revista W” z piosenkarką Madonną, z którą prywatnie był związany w latach 2009-2010.
W 2009 wystąpił w kampanii reklamowej Dolce & Gabbana w Mediolanie i jako DJ w teledysku „Celebration”. W 2010 wziął udział w sesji zdjęciowej dla Mikaela Janssona i magazynu „Interview”.
W 2010 w Brazylii był DJ-em, a w ciągu dwóch kolejnych lat 2011-2012 rozpoczął międzynarodową karierę muzyczną jako DJ. 
22 lutego 2010 podpisał kontrakt z Record Entretenimento/RecordTV i wydał swój pierwszy albumu Flo Rida z piosenkami zmiksowanymi przez siebie, dystrybucją zajął się Warner Music Group. Pod koniec 2012 roku podpisał kontrakt z Universal Music Group, aby wydać swoją drugą płytę, która ma singiel "Feel Brazil", wyprodukowany we współpracy z amerykańską piosenkarką Miss Palmer, i było częścią soundtracku telenoweli Rede Globo Guerra dos Sexos (2012), gdzie zagrał postać Ronaldo. Wystąpił w wideoklipie „Caliente” (2012) piosenkarki o pseudonimie Inna. W 2017 wystąpił w przedstawieniu Paixão de Cristo w roli apostoła Jana.

## Filmografia
- 2010: Rio Sex Comedy jako chłopak w autobusie
- 2011: Aquele Beijo jako Bonequeiro, klient matki Iara
- 2012: Guerra dos Sexos jako Ronaldo Brandão
- 2015: Saltibum jako uczestnik
- 2015: Vai que Cola: O Filme w roli samego siebie
- 2017: Dancing Brasil jako uczestnik

### albumy studyjne
- 2010: Flo Rida[4]
- 2011: From Light
- 2013: TBA

### EP
- 2010: We Came From Light Ep
- 2013: Feel Love Now (remix)[12] - EP (z Miss Palmer)

### single
- 2010: „What Do You Want” (z Fragmą)[4]
- 2010: „Around The World”[4]
- 2010: „Little Bit More Tonight” (z Twice Nice)
- 2010: „Dangerous” (z Alexandrą Pince)
- 2011: „Feel Brazil”
- 2011: „You Are Mine” (z Seldą)
- 2011: „Dancefloor Is My Judge”
- 2011: „Horizon” (z Ronenem Dahanem)[17]
- 2011: „Every Single Girl Tonight”
- 2011: „Running Man” (z Lilianą Almeidą i Yvesen Larockiem)[4]
- 2012: „Feel Love Now” (z Miss Palmer)

### składanki
- 2010: Feel The Vibe - Twice Nice
- 2010: Ibiza Weapons 2010
- 2011: Sound of Ibiza – Napith Music
- 2012: Guerra dos Sexos Internacional
- 2012: Brazilian Summer Festival
- 2013: Fresco Barcelona Compilation